# Urobatis tumbesensis
Urobatis tumbesensis  (лат.) — вид рода Urobatis семейства Urotrygonidae отряда хвостоколообразных. Обитает на севере Перу. Грудные плавники этих скатов образуют округлый диск, длина которого превышает ширину. Дорсальная поверхность диска тёмного цвета покрыта многочисленными светлыми пятнышками и извилинами. Хвост оканчивается листовидным хвостовым плавником. В средней части хвостового стебля расположен шип. Максимальная зарегистрированная длина 40,4 см. Не является объектом целевого лова.

## Таксономия
Впервые вид был научно описан в 1979 году. Вид назван по месту обнаружения голотипа.

## Ареал
Urobatis tumbesensis обитают на севере Перу в провинции Тумбес. Вид известен всего по трём особям, две из которых были пойманы в тропических водах эстуариев рек на глубине 1—2 м, а третья — в мангровых зарослях.

## Описание
Широкие грудные плавники этих скатов сливаются с головой и образуют округлый диск, ширина которого слегка превышает длину. Заострённое мясистое рыло образует тупой угол и выступает за края диска. Позади глаз расположены крупные брызгальца. Притуплённые зубы имеют овальное основание. На вентральной стороне диска расположено 5 пар жаберных щелей. Брюшные плавники закруглены. Толстый хвост сужается и переходит в листовидный хвостовой плавник. На дорсальной поверхности хвоста в центральной части расположен зазубренный шип. Кожа равномерно покрыта чешуями с звездообразным основанием. На дорсальной поверхности диска и хвоста имеются шипы. Максимальная зарегистрированная длина 47,5 см. Тёмный диск равномерно покрыт светлыми пятнышками и извилинами, которые к краям становятся более чёткими. Чешуи и шип охряного цвета. Вентральная поверхность светлая с тёмной каймой по краям. От прочих представителей рода Urobatis этот вид отличается пропорциями, окраской и наличием чешуи.

## Взаимодействие с человеком
Эти скаты не являются объектом целевого лов. У побережья Перу в 2003 году промышляли около 180 рыболовных судов.   Данных для оценки Международным союзом охраны природы статуса сохранности вида недостаточно.